# Limnophila kashongensis
Limnophila kashongensis är en tvåvingeart som beskrevs av Alexander 1966. Limnophila kashongensis ingår i släktet Limnophila och familjen småharkrankar. Inga underarter finns listade i Catalogue of Life.